# リズスタ -Top of Artists!-
『リズスタ -Top of Artists!-』（リズスタ トップオブアーティスト）は、2022年4月10日から12月25日までテレビ東京系列全6局他で放送された特撮テレビドラマ。

## 概要
タカラトミーとオー・エル・エムは新感覚ダンサブルドラマを企画。総監督の三池崇史をはじめとしたスタッフで制作するガールズ×戦士シリーズとは放送開始当初は連動して企画されていた。女児向け作品だった同シリーズとは異なり、主役陣に男性キャストが含まれている。
放送開始当初は15分番組だったが、2022年7月3日のSTEP13より放送時間を30分に拡大。同年12月25日放送の第38話で本編としての放送を終了し、2023年1月8日 - 3月26日に「リズスタセレクション」として再放送を実施された。
「リズスタセレクション」の終了により、ガールズ×戦士シリーズから続いていたLDHが関与したドラマシリーズのプロジェクトが終了となり6年、通算314回の歴史に幕を閉じた。翌週の同年4月2日からは再び枠が前後半体制となり、アニメ枠を再開することになった。

## キャスト
朝陽 美羽（あさひ みう）〈14〉
演 - 上村梨々香
本作の主人公。ダンスはあまり上手くないが前向きな性格で、「ダメなら1000回、1万回でも練習する」ことを信条としている努力家。アカデミーの最終審査のダンスバトルでは凜音に敗北するものの、リュウジに可能性を見初められ、合格する。決め台詞は「アッツくいくしかないっしょ！」と「ダメなら1000回、1万回やるだけっ！」。得意なダンスジャンルはK-POP。リズスタ☆シャインズのリーダーとしてみんなが踊りたくてうずうずしてくれるキャッチーな振り付けを考えた。明るく元気な言動で結城ひなたを励ます。さらにひなたと自身のダンストラックを踊った。
星神 凜音（ほしがみ りおん）〈14〉
演 - 森朱里
クールな性格で自他共に厳しい。リュウジの実の妹であり、そのためにダンスの技術を突き詰めており、「ダンスは楽しい」と考える美羽に「ダンスは遊びじゃない」と言い放つ。その後、アカデミーの最終審査を受ける美羽に、リズスタステージでのダンスバトルを持ちかけ勝利する。得意なダンスジャンルはJAZZ。美羽が考えた振り付けに初めは考えがすれ違っていたが、少しずつ美羽に振り付けをアレンジできるかもとアドバイスをかけ友情を深めた。さらにひなたにリズスタブレスを見せ激励した。ひなたと一緒に自身のダンストラックを踊った。
天宮 翔太（あまみや しょうた）〈15〉
演 - 大串咲太郎
ムードメーカー的存在で普段は軽口を叩くことが多いが、一番でナンバーワンのダンサーになることを夢見る。美羽のことを初対面から「ミウミウ」と呼び、ひなたのことは「ひなたん」と呼んでいる。バスケで挫折を経験した時にダンスと出会い、その楽しさに目覚める。決め台詞は「一番でナンバーワンのダンサーになる！」。得意なダンスジャンルはFreestyle。振り付けに苦戦してる時、アノニマスに負けて落ち込んでいる時に美羽を前向きに励ます。ひなたと一緒に自身のダンストラックを踊った。リズスタ☆ツインズも翔太自身が名付けた。
結城 ひなた（ゆうき ひなた）〈14〉
演 - 佐藤妃希
STEP 15から登場。引っ込み思案で大人しい性格で、蓮の親友で幼馴染。ダンスを踊ると豹変する。「自分を変えたい!」という想いから、リズスタダンスアカデミーに入学。決め台詞は「なりたい！もっと新しい自分に！」。得意なダンスジャンルはGIRL'S HIPHOP。初登場時はダンスに自信がなかったが、オーディションでキレキレのダンスを踊り、牛山田とカイリーを驚かせた。アノニマスとのダンスバトルでは、アノニマスの一人が幼馴染の蓮と知り声をかけるが、蓮は答えてくれずひなたの心に迷いが生まれる。心の迷いがダンスに乗れず自信をなくすが、リズスタ☆シャインズ3人の激励により勇気を出し、自分を変えたい思いが蓮に届いた。蓮とともにリズスタ☆ツインズを結成する｡
一条 蓮（いちじょう れん）〈14〉
演 - 石川音刻
STEP 16から登場。クールでストイックなひなたの幼馴染。ひとりが好きな一匹狼。「やれば変わってく。やんなきゃゼロ。」という姿勢から、高いダンステクニックを特っているが、タイガがプロデュースする謎の覆面ダンスユニット・アノニマスの事情を抱えている。腕にはひなたからもらったブレスレットを付けている。得意なダンスジャンルはHIPHOP。初登場時のひなたとの出会いでは、やらなきゃゼロのままだとひなたを激励した。アノニマスになってからは緊張するひなたにゼロのままになるだろと声をかけたが、去り際にひなたの説得に答えず蓮自身にも迷いが生まれる。ひなたのソロライブ時にアノニマスとしてソロで乱入。ダンスバトル後のひなたの説得には答えなかったものの、ひなたに声をかけ、もっとすごかったと絶賛した。ひなたとともにリズスタ☆ツインズを結成する。
牛山田 京介（うしやまだ きょうすけ）
演 - 斎藤司（トレンディエンジェル）
STEP 2から登場。リズスタダンスアカデミーの校長。美羽のダンスに最初はボルテージを感じなかったが、2度目のダンスを見て、一次審査合格の通知を言い渡す。美羽、翔太、ひなたにリズスタブレスを渡す。突然現れたアノニマスについてはまだ何者なのかを知らない。ひなたと蓮のユニットのダンス特別講師を務めた。
カイリー
演 - BON.井上さん
STEP 4から登場。ブラストドレイクの元メンバーでリズスタダンスアカデミーのコーチ。優しくて面倒見のいい先輩。コテコテの関西人であり、ブラドレ時代は「イメージが崩れる」ということで無口キャラであった。リズスタ☆シャインズのダンスを指導する。
MCテキーラ
演 - テキーラ☆まさはる
リズスタステージのMC。ハイテンションな実況で盛り上げる。本作のナレーションも彼が担当する。
リズルン
声 - 清水紗羅
美羽たちのダンスをサポートするミニロボット。「Hi!リズルン」の掛け声で起動する。
月城 タイガ（つきしろ タイガ）
演 - 浦川翔平（THE RAMPAGE from EXILE TRIBE）
STEP 14から登場。リュウジの昔の相棒。ダンスに対する考え方の違いでぶつかり、袂を分かつ。リズスタを潰そうと企む。リズスタ☆シャインズのライバルアノニマスをプロデュース。圧倒的なダンススキルを持つ者のみがステージに立てるようにすることと、夢なんて何も役に立たないことを豪語しアノニマスを操る。リュウジと度々対峙する。アノニマスファイナルバトルでもリズスタにライバル心を向ける。
アノニマス
STEP 14から登場。タイガがプロデュースする全てが謎に包まれている覆面ダンスユニットで、ダンススキルがとても高い。黄色のフードジャケットに黒い兎の仮面の衣装でタイガを彷彿とさせる。また、黒色のフードジャケットに黒い兎の仮面の衣装にパワーアップした「シン・アノニマス」がいる。リズスタ☆シャインズとは違う黒いリズスタブレスとリズスタライトを持っている。STEP 16ではアノニマスに変わってしまったひなたの幼馴染・蓮も含めていたが、STEP 17にて蓮はアノニマスを脱退する。のちにリズスタステージに乱入し、リズスタ☆シャインズとの激しいダンスバトルが繰り広げられる。
星神 リュウジ（ほしがみ リュウジ）
演 - 岩谷翔吾（THE RAMPAGE from EXILE TRIBE）
美羽の憧れのトップアーティスト。リズスタを育成するため「リズスタダンスアカデミー」を創設する。決め台詞は「見るんだ、世界！」。美羽たちのユニットリズスタ☆シャインズや、リズスタ☆ツインズをプロデュースし、美羽たちを見守る。アノニマスの出現により月城タイガと度々対峙する。

## スタッフ
- 原作 - タカラトミー、OLM
- エグゼクティブプロデューサー - 富山彰夫
- プロデューサー - 村松紗也子（テレビ東京）、守屋光春（電通）、坂美佐子（OLM）
- 制作プロデューサー - 井上文雄、前田茂司、奥野邦洋、青木智紀
- 総監督 - 三池崇史
- シリーズ構成・脚本 - 加藤陽一
- ダンス監修 - expg
- VFX演出 - 田所貴司
- キャラクタースーパーバイザー - 前田勇弥
- 音楽 - 遠藤浩二
- 現像所 - 東京現像所
- 音楽協力 - テレビ東京ミュージック
- 制作協力 - 楽映舎
- 制作プロダクション - OLM TEAM MIIKE
- 製作 - テレビ東京、電通、OLM

## 主題歌
| 使用箇所           | 曲名          | 作詞             | 作曲               | 編曲             | 歌     | 使用話数             | 補足     |
| ------------------ | ------------- | ---------------- | ------------------ | ---------------- | ------ | -------------------- | -------- |
| オープニングテーマ | アイコトバ    | 浦島健太         | 浦島健太・加藤優希 | 加藤優希         | Lucky² | 13 - 38 セレクション |          |
| エンディングテーマ | DISCO TIME    | SHOW             | SHOW               | SHOW             | Lucky² | 1 - 38               | [ 注 5 ] |
| エンディングテーマ | ラキラキLOVE! | 中村歩・菊池博人 | 中村歩・菊池博人   | 中村歩・菊池博人 | Lucky² | セレクション         |          |

## 放映リスト
放送日はテレビ東京基準。
| 放送日         | 放送回 | サブタイトル                              | 脚本            | 監督       |
| -------------- | ------ | ----------------------------------------- | --------------- | ---------- |
| 2022年 4月10日 | STEP1  | 踊れ！夢のリズスタステージ！              | 加藤陽一        | 倉橋龍介   |
| 4月17日        | STEP2  | 朝陽美羽！運命のオーディション！          | 加藤陽一        | 倉橋龍介   |
| 4月24日        | STEP3  | ダンスは遊びじゃない 美羽VS凛音           | 加藤陽一        | 倉橋龍介   |
| 5月1日         | STEP4  | ドキドキ！初めてのレッスン                | 青木万央        | 横井健司   |
| 5月8日         | STEP5  | 2度目のバトル!?美羽VS凛音                 | 青木万央        | 横井健司   |
| 5月15日        | STEP6  | 力をくれるハートエンブレム                | 青木万央        | 横井健司   |
| 5月22日        | STEP7  | 目指せ一番でナンバーワン！                | 中園勇也        | 平野勝利   |
| 5月29日        | STEP8  | 翔太の秘密!?初めてのダンス                | 中園勇也        | 平野勝利   |
| 6月5日         | STEP9  | 思いよ届け！翔太のダンスバトル            | 中園勇也        | 平野勝利   |
| 6月12日        | STEP10 | リーダー決定！リズスタ☆シャインズ         | 松井香奈        | 倉橋龍介   |
| 6月19日        | STEP11 | 大苦戦！初めての振り付け                  | 松井香奈        | 倉橋龍介   |
| 6月26日        | STEP12 | 激突！勝負のダンスバトル！                | 松井香奈        | 倉橋龍介   |
| 7月3日         | STEP13 | リズスタ、新たなるステージへ!!            | 青木万央        | 横井健司   |
| 7月10日        | STEP14 | 謎のダンサー・アノニマス登場！            | 青木万央        | 平野勝利   |
| 7月17日        | STEP15 | ひなたのステップ                          | 加藤陽一        | 平野勝利   |
| 7月24日        | STEP16 | ひなたVSアノニマス！                      | 中園勇也        | 倉橋龍介   |
| 7月31日        | STEP17 | なりたい！もっと新しい自分に              | 皐月彩 加藤陽一 | 倉橋龍介   |
| 8月7日         | STEP18 | 対決！蓮VSアソビマス!?                    | 松井香奈        | 西海謙一郎 |
| 8月14日        | STEP19 | 決戦！凛音のグルーヴ！                    | 松井香奈        | 西海謙一郎 |
| 8月21日        | STEP20 | ファイナルバトルへの招待状                | 青木万央        | 横井健司   |
| 8月28日        | STEP21 | アツいダンスを創り出せ！                  | 青木万央        | 横井健司   |
| 9月4日         | STEP22 | 新ユニット誕生!?                          | 中園勇也        | 松井香奈   |
| 9月11日        | STEP23 | アッツいパワーアップ合宿！                | 中園勇也        | 松井香奈   |
| 9月18日        | STEP24 | ついに来た！アノニマスファイナルバトル！  | 松井香奈        | 倉橋龍介   |
| 9月25日        | STEP25 | 決着！アノニマスファイナルバトル！        | 松井香奈        | 倉橋龍介   |
| 10月2日        | STEP26 | カイリーさんのバースデー                  | 中園勇也        | 平野勝利   |
| 10月9日        | STEP27 | デビュー決定！リズスタ☆ドリームズ！       | 松井香奈        | 平野勝利   |
| 10月16日       | STEP28 | リズスタステージのひみつ                  | 青木万央        | 横井健司   |
| 10月23日       | STEP29 | 乗り越えろ！デビューステージへの道        | 中園勇也        | 倉橋龍介   |
| 10月30日       | STEP30 | ついにデビュー！リズスタ☆ドリームズ       | 松井香奈        | 平野勝利   |
| 11月6日        | STEP31 | ラブ全開！先輩からのエール！              | 松井香奈        | 西海謙一郎 |
| 11月13日       | STEP32 | 翔太＆蓮 ファッションモデルに！           | 青木万央        | 平野勝利   |
| 11月20日       | STEP33 | 凛音＆ひなた それぞれの夢！               | 松井香奈        | 横井健司   |
| 11月27日       | STEP34 | 想いをひとつに！                          | 中園勇也        | 平野勝利   |
| 12月4日        | STEP35 | ディザスターとの決戦！                    | 青木万央        | 倉橋龍介   |
| 12月11日       | STEP36 | みんなの夢を取り戻せ！                    | 青木万央        | 横井健司   |
| 12月18日       | STEP37 | 踊ろう！リズスタ☆ドリームフェスティバル！ | 松井香奈        | 倉橋龍介   |
| 12月25日       | STEP38 | 夢の行く先                                | 中園勇也        | 平野勝利   |

## 放送局
| 放送期間                                              | 放送時間                              | 放送局             | 対象地域       | 備考                      |
| ----------------------------------------------------- | ------------------------------------- | ------------------ | -------------- | ------------------------- |
| 2022年4月10日 - 6月26日 2022年7月3日 - 12月25日       | 日曜 9:15 - 9:30 日曜 9:00 - 9:30     | テレビ東京         | 関東広域圏     | 製作局                    |
|                                                       |                                       | テレビ北海道       | 北海道         |                           |
|                                                       |                                       | テレビ愛知         | 愛知県         |                           |
|                                                       |                                       | テレビ大阪         | 大阪府         |                           |
|                                                       |                                       | テレビせとうち     | 岡山県・香川県 |                           |
|                                                       |                                       | TVQ九州放送        | 福岡県         |                           |
| 2022年5月3日 - 7月19日 2022年7月26日 - 2023年1月24日  | 火曜 17:15 - 17:30 火曜 17:00 - 17:30 | テレビ和歌山       | 和歌山県       |                           |
|                                                       | 火曜 17:40 - 17:55 火曜 17:25 - 17:55 | びわ湖放送         | 滋賀県         | [ 5 ]                     |
| 2022年5月28日 - 8月13日 2022年8月20日 - 2023年2月18日 | 土曜 8:45 - 9:00 土曜 8:30 - 9:00     | キッズステーション | 日本全域       | CS放送 / リピート放送あり |

| 配信開始日                              | 配信時間        | 配信サイト | 備考                                                      |
| --------------------------------------- | --------------- | --- | --------------------------------------------------------- |
| 2022年4月10日                           | 日曜 9:30 更新  | TVer、ネットもテレ東 |                                                           |
| 2022年4月11日                           | 月曜 0:00 更新  | - GYAO! - Google Play - HAPPY！動画 - ビデオマーケット - Rakuten TV - DMM.com - Hulu - U-NEXT - TELASA - music.jp - milplus - バンダイチャンネル - ひかりTV - J:COMオンデマンド | 有料配信                                                  |
|                                         | 月曜 10:00 更新 | タカラトミーチャンネル（YouTube） | 無料配信 3話までは1日遅れ 4話から8日遅れ 次回予告はカット |
| 1話から3話、最新話（1週間限定）は無料。 |                 | |                                                           |

## 漫画
コミカライズが『ちゃお』（小学館）にて、2022年8月号より同年12月号まで連載された。漫画はくろだまめたが担当。『ぷっちぐみ』（小学館）にて、2022年8月号から2023年3月号まで連載された。漫画は今井康絵とハラミユウキが担当する。また、リズスタファンブックでは描き下ろしの漫画である、『リズスタ』エピソード０が掲載されている。なお、ドラマに先行してダンスの妖精も登場している。連載終了後、両作者2名は次回作の『スターダム☆ドリームズ』の連載に移籍したため、本作の連載誌が最後となっている。